# Willem Titus van Est
Willem Titus van Est (* 12. September 1921 in Batavia; † 30. Juli 2002 in Leiderdorp) war ein niederländischer Mathematiker, der sich vor allem mit Liegruppen und Lie-Algebren befasste.

## Leben
Er ging in Batavia zur Schule, wo sein Vater Polizist war, und kam 1938 in die Niederlande, um an der Universität Amsterdam Mathematik und Naturwissenschaften zu studieren. Zu seinen Lehrern gehörten Luitzen Egbertus Jan Brouwer, Arend Heyting und Hans Freudenthal. Nach dem Kandidatenexamen 1942 wurde das Studium durch den Zweiten Weltkrieg unterbrochen. 1948 machte er sein Doctoraalexamen. Van Est wurde 1950 bei Hans Freudenthal an der Universität Utrecht promoviert (A Generalization of a Theorem of J. Nielsen Concerning Hyperbolic Groups). Er war Freudenthal 1947 als Assistent nach Utrecht gefolgt, war damals aber auch Gymnasiallehrer in Alkmaar, um als frisch Verheirateter für seine Familie aufzukommen. 1953 wurde er Lektor und 1955 außerordentlicher Professor in Utrecht. 1953/54 war er auf Einladung von Ralph Fox an der Princeton University. Ab 1956 war er Professor in Leiden und ab 1972 an der Universität von Amsterdam. 1986 wurde er emeritiert.
In seiner Dissertation verallgemeinerte er den Satz von Jakob Nielsen, dass eine nichtkommutative Gruppe von hyperbolischen Isometrien der hyperbolischen Ebene notwendig diskret ist, auf die Isometrien symmetrischer Räume nichtkompakten Typs. Dabei benutzte er Eigenschaften der zugehörigen Lie-Algebren. Seine Dissertation zeigte eine gründliche Kenntnis des Werks von Élie Cartan, an den van Est auch in späteren Arbeiten anknüpfte.
Er ist bekannt für Resultate zur Kohomologie von Liegruppen (Isomorphismus von van Est und Satz von van Est von 1953). Dabei benutzte er damals neuartige Methoden der homologischen Algebra und von Spektralsequenzen, mit denen er seinen Van Est Isomorphismus eleganter formulierte (die Van Est Spektralsequenz ist nach ihm benannt). Später befasste er sich mit Integrabilitätsfragen von Lie-Algebren. Mit Th. J. Korthagen entdeckte er, dass der dritte Liesche Satz, dass endlich dimensionale Lie-Algebren zu Liegruppen integriert werden können, auf bestimmte unendlich dimensionale Lie-Algebren (Banach Lie-Algebren) nicht zutrifft. Das führte ihn auf die Untersuchung unendlich dimensionaler Lie-Algebren mit Anwendung auf Blätterungen. Auf der Suche nach allgemeineren Mannigfaltigkeiten, auf die die Integration von Banach-Lie-Algebren führt, führte er den Begriff S-Atlas ein (S nach dem japanischen Mathematiker Ichirō Satake) und bewies in diesem Rahmen klassische Resultate der Theorie der Blätterungen.
1973 wurde er Mitglied der Königlich Niederländischen Akademie der Wissenschaften. Er war lange Vorsitzender von deren Sektion Naturwissenschaft. Außerdem war er im Centrum Wiskunde & Informatica aktiv und lange Jahre in dessen Kuratorium. 1987 wurde er Ehrendoktor der Universität Toulouse.
Als Hobby befasste er sich mit spanischer Sprache und Literatur.
Zu seinen Doktoranden gehören Antonius van de Ven und Frans Oort.

## Schriften (Auswahl)
- Dense imbeddings of Lie groups. Nederl. Akad. Wetensch. Proc. Ser. A. 54 = Indagationes Math. 13, (1951), 321–328.
- Group cohomology and Lie algebra cohomology in Lie groups. I, II. Nederl. Akad. Wetensch. Proc. Ser. A. 56 = Indagationes Math. 15, (1953), 484–492, 493–504.
- On the algebraic cohomology concepts in Lie groups. I, II. Nederl. Akad. Wetensch. Proc. Ser. A. 58 = Indag. Math. 17, (1955), 225–233, 286–294.
- mit Korthagen: Non-enlargible Lie algebras. Nederl. Akad. Wetensch. Proc. Ser. A 67=Indag. Math. 26 (1964), 15–31.
- Rapport sur les S-atlas. Transversal structure of foliations (Toulouse, 1982).  Astérisque  No. 116 (1984), 235–292.